# Moisi Golemi
Moisi Golemi (ur. ?, zm. 1464) – albański arystokrata z roku Arianitów. Według Marina Barletiego był jednym z najważniejszych generałów z tegoż rodu. Uczestniczył w pierwszej kampanii Mehmeda II oraz w kampanii Skanderbega we Włoszech. W 1464 roku został pojmany przez wojska osmańskie, następnie torturowany i stracony.

## Życie prywatne
Miał dwóch braci. Żonaty z Zanfiną Muzaką, z którą miał córkę i syna.